# Ambystoma flavipiperatum
Espèce
Statut de conservation UICN

 EN B1ab(iii)+2ab(iii) : En danger
Ambystoma flavipiperatum est une espèce d'urodèles de la famille des Ambystomatidae.

## Répartition
Cette espèce est endémique du centre-Sud de l'État de Jalisco au Mexique. Elle se rencontre entre 1 494 et 2 100 m d'altitude.

## Publication originale
- Dixon, 1963 : A new species of salamander of the genus Ambystoma from Jalisco, Mexico. Copeia, vol. 1963, no 1, p. 99-101.